# Carlos Soca
Carlos Soca, vollständiger Name Carlos Javier Soca Iturburu (* 24. Januar 1969 in Montevideo) ist ein ehemaliger uruguayischer Fußballspieler.

## Verein
Der 1,76 Meter große linke Verteidiger Soca gehörte von 1988 bis 1993 dem Kader des in Montevideo angesiedelten uruguayischen Clubs Nacional an. Mit den Bolsos siegte er bei der Copa Libertadores 1988, wobei er in beiden Finalpartien gegen die Newell’s Old Boys in der Startaufstellung stand. Beim anschließenden Weltpokal-Finale am 11. Dezember 1988 in Tokio gegen die PSV Eindhoven wirkte er zwar nicht mit. Sein Verein behielt jedoch auch dort die Oberhand. Im Folgejahr gewann Nacional noch die Copa Interamericana und die Recopa Sudamericana. In den zugehörigen vier Finalspielen spielte er jeweils einmal von Beginn an beziehungsweise kam als Einwechselspieler zum Zug. Später partizipierte er noch am Gewinn ds uruguayischen Meistertitels des Jahres 1992. 1993 wechselte er zum argentinischen Verein Argentinos Juniors. Dort ist ein Ligaeinsatz in der Apertura 1993 für ihn verzeichnet. In der Clausura 1994 stand er dort ebenfalls unter Vertrag. Ein Einsatz steht dort aber nicht zu Buche. In Apertura 1994 und Clausura 1995 absolvierte er insgesamt 23 Spiele in der Primera División für den Ligakonkurrenten Racing Club. Die Saison 1996 bestritt er dann wieder in Montevideo bei Peñarol, wo er ebenfalls Uruguayischer Meister wurde. 1998 stand er wieder bei Nacional unter Vertrag. In der zweiten Phase seiner Zugehörigkeit gewann er mit dem Titel des Jahres 1998 seine zweite uruguayische Landesmeisterschaft mit den Bolsos und seine dritte insgesamt. 1999 schloss er sich Juventude in Brasilien an. Mit der Copa do Brasil des Jahres 1999 fügte er seiner Erfolgsstatistik eine weitere Trophäe hinzu. Als letzte Saison seiner Laufbahn ist sodann die Spielzeit des Jahrs 2000 verzeichnet, in der er seine Karriere bei Juventud in Uruguays Primera División ausklingen ließ.

## Nationalmannschaft
Soca war auch Mitglied der uruguayischen A-Nationalmannschaft. Sein erstes und einziges Länderspiel bestritt er am 29. August 1993, als Uruguay in der WM-Qualifikation Venezuelas Auswahl mit 4:0 bezwang. Soca musste jedoch dort bereits nach 37 Minuten das Feld für Cesilio De los Santos verlassen.

## Erfolge
- Weltpokal (1988)
- Copa Libertadores: (1988)
- Copa Interamericana (1989)
- Recopa Sudamericana: (1989)
- 3× Uruguayischer Meister (1992, 1996 und 1998)
- Copa do Brasil: (1999)